# Pete Ricketts
John Peter Ricketts (Nebraska City, Nebraska; 19 de agosto de 1964) es un político y empresario estadounidense, senador de los Estados Unidos por Nebraska desde 2023, anteriormente ejerció como gobernador de Nebraska de 2015 a 2023. Ricketts es miembro del Partido Republicano.

## Biografía
Ricketts es el hijo de Joe Ricketts, fundador de TD Ameritrade. Trabajó para la compañía desde 1993 hasta 2016 con un breve paréntesis durante una carrera fallida para un escaño en el Senado de los Estados Unidos. En 2006, reportó su valor neto entre $ 45 millones y $ 50 millón. El fideicomiso de la familia Ricketts posee la mayoría del equipo de béisbol de Chicago Cubs; Ricketts se encuentra en la junta directiva del equipo.
En 2006, Ricketts postuló para un escaño del Senado de los Estados Unidos contra el titular Ben Nelson, un demócrata. Ganó las elecciones primarias republicanas, pero perdió las elecciones generales, con el 36% de los votos para el 64% de Nelson.
Ricketts postuló para la gubernatura de Nebraska en 2014. Ganó por poco una primaria republicana a seis bandas, y luego ganó las elecciones generales con el 57.1% de los votos para el candidato del Partido Demócrata Chuck Hassebrook del 39.2%. En junio de 2017, declaró que se presentaría a la reelección en 2018, y ganó las elecciones generales con el 59% de los votos.
En diciembre de 2022, poco antes de dejar el cargo como gobernador, Ricketts presentó una solicitud para ser la elección de reemplazo del gobernador Jim Pillen para ocupar el escaño vacante dejado por la renuncia del senador Ben Sasse.

## Vida personal
Ricketts es católico; es miembro de los Caballeros de Colón y de la Orden del Santo Sepulcro de Jerusalén.